# Gobierno Barcina
El Gobierno Barcina fue la composición del gobierno de la Comunidad Foral de Navarra entre el 2 de julio de 2011 y el 23 de julio de 2015 , durante la VIII legislatura del Parlamento de Navarra. Estaba presidido por Yolanda Barcina.

## Historia
Después de que Unión del Pueblo Navarro quedase como primera fuerza en el Parlamento de Navarra tras las elecciones del 22 de mayo de 2015, Yolanda Barcina fue investida como Presidente del Gobierno de Navarra sucediendo a Miguel Sanz y gracias a los votos del Partido Socialista Navarro, Unión del Pueblo Navarro y el Partido Popular en el Parlamento. La composición del Gobierno Barcina comenzó el 2 de julio de 2011. 
El gobierno estaba formado primeramente por 8 consejerías en total y 2 vicepresidencias, donde 2 carteras correspondían al Partido Socialista de Navarra y el resto a Unión del Pueblo Navarro.
EL 22 de junio de 2012 Yolanda Barcina decidió romper los pactos con el PNV y decide crear un nuevo gobierno con consejerías de su partido.

## Composición inicial
| Gobierno de Yolanda Barcina                                                                |  |                                      |     |
| Presidenta                                                                                 |  | Yolanda Barcina                      | UPN |
| Vicepresidente Primero y Consejero de la Presidencia, Administraciones Públicas e Interior |  | Roberto Jiménez Alli                 | PSN |
| Vicepresidente Segundo y Consejero Económico y Financiero                                  |  | Álvaro Miranda SImavilla             | UPN |
| Consejero de Cultura, Turismo y Relaciones Institucionales, Portavoz                       |  | Juan Luis Sánchez de Muniáin Lacasia | UPN |
| Consejero de Educación                                                                     |  | José Iribas Sánchez de Boado         | UPN |
| Consejero de Sanidad                                                                       |  | Marta Vera Janín                     | UPN |
| Consejero de Política Social, Igualdad, Deporte y Juventud                                 |  | María Elena Torres Miranda           | PSN |
| Consejero de Desarrollo Rural, Industria, Empleo y Medio Ambiente                          |  | Lourdes Goicoechea Zubelzu           | UPN |
| Consejero de Equipamiento y Vivienda                                                       |  | Anaí Astiz Medrano                   | PSN |

## Reforma del 22 de junio de 2012[2]
| Gobierno de Yolanda Barcina                                                  |  |                                                                    |     |
| Presidenta                                                                   |  | Yolanda Barcina                                                    | UPN |
| Vicepresidenta Primera y Consejera de Economía, Hacienda, Industria y Empleo |  | Lourdes Goicoechea Zubelzu                                         | UPN |
| Vicepresidente Segundo de Cultura, Turismo y Relaciones Institucionales      |  | Juan Luis Sánchez de Muniáin Lacasia                               | UPN |
| Consejero de Presidencia, Justicia e Interior                                |  | Javier Morrás Iturmendi                                            | UPN |
| Consejero de Educación                                                       |  | José Iribas Sánchez de Boado                                       | UPN |
| Consejero de Sanidad                                                         |  | Marta Vera Janín                                                   | UPN |
| Consejero de Desarrollo Rural, Medio Ambiente y Administración Local         |  | José Javier Esparza                                                | UPN |
| Consejero de Política Social                                                 |  | Jesús Pejenaute Grávalos (hasta el 23/10/2012) Íñigo Alli Martínez | UPN |
| Consejero de Equipos                                                         |  | Luis Zarraluqui Ortigosa                                           | UPN |